# Auray (fiume)
L'Auray è un fiume francese a regime pluviale oceanico lungo poco più di 56 km, che scorre nella Ría di Loc'h (nome con il quale è noto localmente anche il fiume) sviluppantesi interamente nel dipartimento del Morbihan in Bretagna. Nasce nel territorio del comune di Plaudren ad un'altezza s.l.m. di 122 m e sfocia nel golfo di Morbihan, nel territorio del comune omonimo. Esso raggiunge l'imbocco del golfo di Morbihan sito fra Port-Navalo, estremità della penisola di Rhuys ad est, ed il porto di Arzon e Locmariaquer ad ovest. Gran parte del suo corso è navigabile.

## Ambiente
La marea risale il Loc'h oltre porto Saint-Goustan ad Auray e alimenta delle paludi fino a Tréauray, a 4 km a monte di Auray. Il fiume ed il suo affluente Bono coprono e scoprono piane di marea e prati molto estesi: paludi e piane di marea sono di grande interesse ecologico.
Il fiume Auray, nella parte a valle del suo corso è un ambiente salmastro caratterizzato da importanti piane di marea esondate a marea bassa e con fortissime variazioni di concentrazione salina tra valle e monte e tra superficie e letto. Ad esempio nel febbraio 1961 la concentrazione salina in superficie era di circa il 6,5 % ma del 21,3 % a sei metri di profondità, mentre a valle era di 23,9 % in superficie e 25,3 % a 20 metri di profondità. Il calo di salinità marina aumenta nel periodo di piena e l'acqua salata risale talvolta molto verso monte durante le grandi maree, consentendo, ad esempio, ad alcuni banchi di ostriche di vivere sui piloni del ponte di Auray. Misure occasionali del pH indicano un'acqua piuttosto dura a valle (pH da 8,0 a 8,4 calante talvolta a 7,7 nella parte a monte, più esposta al calo di salinità).
Oggi (2009), una grande parte della portata è captata a Tréauray da una stazione di potabilizzazione  sfruttata dal Gruppo SAUR. Insieme ad un'altra stazione sul Sal (affluente del Bono) essa produce un quinto dell'acqua potabile del Morbihan.
Il microplancton dell'Auray è abbondante, con forti variazioni stagionali. Esso è stato oggetto di uno studio qualitativo e quantitativo a causa specialmente della sua importanza per l'allevamento delle ostriche, a partire dagli esemplari raccolti in particolare dal 1961 al 1963. 
- 181 specie di diatomees (phytoplancton), 2 varietà, 3 forme, appartenenti a 66 generi sono stati identificati nel fiume.
- 48 specie di dinoflagellata (phytoplancton), 3 varietà, rappresentanti 13 generi sono stati riconosciuti fino ad oggi
- lo zooplancton è rappresentato dagli stadi larvali dei molluschi (fra i quali le ostriche), dei crostacei, pesci e da altri organismi acquatici.

## Storia

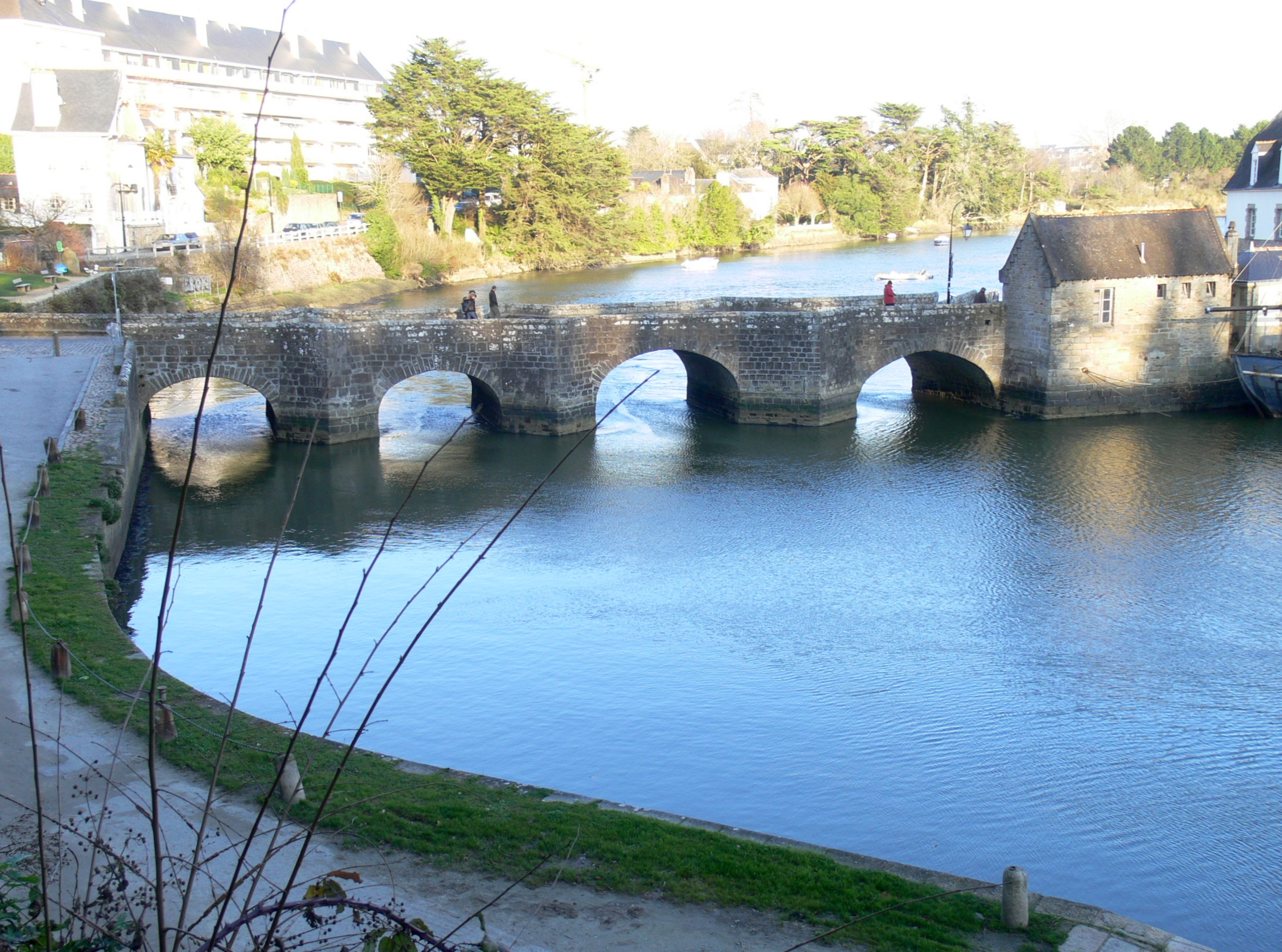
Il ponte che collega Auray a port Saint-Goustan.

Un porto esisteva ad Auray già nek XIII secolo; esso è stato molto utilizzato fino al XIX secolo, quando lo sviluppo delle strade e soprattutto della ferrovia ha reso il cabotaggio meno conveniente.
Fu sulla riva sinistra del fiume, su una banchina chiamata quai Franklin che sbarcò il 3 dicembre 1776 Beniamino Franklin, venuto a chiedere l'aiuto della Francia per gli Stati Uniti. Il porto di Saint-Goustan è oggi un porto turistico.
Nel 1900 la Compagnia ferroviaria  dell'Ovest aveva realizzato una centrale elettrica per alimentare la stazione ferroviaria di Auray.

## Dipartimenti, Comuni e Cantoni attraversati
Il fiume attraversa un solo dipartimento, il Morbihan, tre cantoni e 10 comuni. Il cantone ove origina è quello di Grand-Champ, attraversa poi il cantone di Pluvigner e sbocca in mare nel cantone di Auray.
I comuni attraversati sono:
- Plaudren (origine)
- Locqueltas
- Locmaria-Grand-Champ

- Grand-Champ
- Brandivy
- Plumergat

- Pluvigner
- Brech
- Pluneret

- Auray (estuario).